# Saint-Laurent-la-Vallée
Saint-Laurent-la-Vallée är en kommun i departementet Dordogne i regionen Nouvelle-Aquitaine i sydvästra Frankrike. Kommunen ligger i kantonen Domme som tillhör arrondissementet Sarlat-la-Canéda. År 2022 hade Saint-Laurent-la-Vallée 235 invånare.

## Befolkningsutveckling
Antalet invånare i kommunen Saint-Laurent-la-Vallée
Referens:INSEE